# Тит Авидий Квиет
Вижте пояснителната страница за други личности с името Тит Авидий Квиет.
Тит Авидий Квиет (на латински: Titus Avidius Quietus; † 105/106 г.) e сенатор на Римската империя през 1 век.
Произлиза от фамилията Авидии от Фавенция и е син на Гай Авидий Нигрин и брат на Гай Авидий Нигрин (суфектконсул 110 г.), чиято дъщеря Авидия Плавция се омъжва за Луций Елий. Неговият чичо Тиберий Авидий Квиет е управител на Британия през 97 г. Фамилията му е с връзки в Гърция и приятел с Плутарх и Плиний Млади.
Авидий Квиет служи като проконсул на провинция Ахея. През 93 г. е суфектконсул заедно със Секст Лузиан Прокул. През 98 г. е управител на Британия.
Неговият син Тит Авидий Квиет е суфектконсул през 111 г.